# Кашин-Оболенский, Василий Иванович
Князь Василий Иванович Кашин-Оболенский — московский дворянин и воевода во времена правления Ивана IV Васильевича Грозного.
Единственный сын князя, властителя в Мещере — Ивана Васильевича по прозвищу Скок из рода Кашины-Оболенские.

## Биография
Числился по Калуге в 3-й статье и пожалован в состав московского дворянства (1550). Воевода на Угре (1556).  Воевода в Рославле (1564-1565). Воевода в Болхове, вместе с князем Иваном Золотым-Оболенским отбивают приступ хана и делают вылазки: "бились мужественно, не дали крымцам сжечь посада и взяли пленников" (октябрь 1565). Один из поручителей по князю Михаилу Ивановичу Воротынскому (12 апреля 1566).